# Elżbieta od Trójcy Przenajświętszej
Elżbieta od Trójcy Przenajświętszej, właśc. Elżbieta Catez, fr. Élisabeth Catez (ur. 18 lipca 1880 w Avord, zm. 9 listopada 1906 w Dijon) – francuska pianistka, pisarka, diarystka, karmelitanka bosa, Święta Kościoła katolickiego.

## Życiorys
Jej rodzicami byli kapitan Franciszek Józef Catez i Maria Rolland. Elżbieta Catez urodziła się w Avor niedaleko Bourges, gdzie stacjonował oddział, w którym służył jej ojciec. 22 lipca 1880 została ochrzczona przez kapelana wojskowego nazwiskiem Chaboisseau. W wieku 7 lat straciła ojca, w tym też czasie po raz pierwszy przystąpiła do spowiedzi świętej. W r. 1891 przyjęła Pierwszą Komunię świętą (19 kwietnia) oraz Bierzmowanie (8 czerwca). W wieku 14 lat złożyła w sercu śluby czystości i postanowiła wstąpić do Karmelu. Jednak nie mówiła tego swojej matce przez kilka lat. Kiedy to wreszcie nastąpiło, matka ograniczyła jej praktyki religijne. Mimo to Elżbieta nadal prowadziła głębokie życie duchowe, otrzymując pierwsze łaski mistyczne w 1899 r. W końcu matka uległa niezłomnemu dążeniu córki do całkowitego oddania się Bogu w życiu kontemplacyjnym i wyraziła zgodę na jej wstąpienie do Karmelu po ukończeniu 21 lat. 2 sierpnia 1901 r. Elżbieta Catez wstąpiła do klasztoru karmelitanek bosych w Dijon; 8 grudnia miały miejsce jej obłóczyny. Dwa lata później (1903) złożyła śluby zakonne. 21 listopada 1904 siostra Elżbieta skomponowała modlitwę O mój Boże, Trójco Przenajświętsza, Którą uwielbiam. W 1906 r. rozpoznano u niej chorobę Addisona, która szybko wyniszczała młody organizm. Obecnie sądzi się, że zakonnica cierpiała także na gruźlicę. W sierpniu, złamana chorobą, odbyła ostatnie rekolekcje (ich owocem są zapiski z każdego dnia, będące traktatem duchowym). Od 30 października przebywała w infirmerii, nie wstając z łóżka. Cierpienia były tak wielkie, że miała myśli samobójcze. Dnia 31 października po raz ostatni udzielono jej Namaszczenia chorych, a 1 listopada - Eucharystii. 8 listopada wypowiedziała ostatnie słowa, jakie zdołano zrozumieć: Idę do Światła, do Miłości, do Życia. Następnego dnia (9 listopada) o godz. szóstej rano oddała ducha Bogu. Umarła w opinii świętości. Miała 26 lat.
Beatyfikował ją papież Jan Paweł II 25 listopada 1984. 3 marca 2016 papież Franciszek uznał cud za wstawiennictwem bł. Elżbiety od Trójcy Przenajświętszej. W poczet świętych Kościoła katolickiego została włączona 16 października 2016, podczas uroczystej Mszy świętej na placu Świętego Piotra w Watykanie, której przewodniczył papież Franciszek. Razem z nią świętymi ogłoszono sześciu innych błogosławionych: (Józef Gabriel Brochero, Józef Sánchez del Río, Emanuel González García, Alfons Maria Fusco, Ludwik Pavoni i Salomon Leclerc).
Jej wspomnienie liturgiczne obchodzone jest w dzienną pamiątkę śmierci.